# نوك (كاهشنغ)
نوك (بالفارسية: نوک) هي مستوطنة تقع في إيران في قسم كاهشنغ الريفي. يقدر عدد سكانها بـ 29 نسمة .